# 水上達三
水上 達三（みずかみ たつぞう、1903年10月15日 - 1989年6月16日）は、日本の実業家。

## 略歴・人物
山梨県北巨摩郡清哲村字青木（現･韮崎市）に農業水上勘三郎・千鶴夫妻の五男として生まれる。水上家は江戸時代、庄屋を務めた家系という。国文学者の清水泰は実兄。
旧制甲府中学校（現山梨県立甲府第一高等学校）を経て、1928年東京商科大学（現一橋大学）卒。大学の同期には三井物産副社長や東レ副社長等を務めた町田栄次郎、三菱地所社長を務めた伊藤達二、松下電器理事を務めた乗松健二、第一電工社長等を務めた松原美義がいる。
1928年三井物産入社。高崎派出所駐在員を命ぜられ、以後6年間を同地で過ごす。その後は肥料部、天津支店などを経て北京支店支店長代理となり、太平洋戦争終戦を同地で迎える。北京での残務整理を終え翌1946年に帰国。三井物産に復帰した直後、財閥解体により三井物産は多数の会社に分割され、そのひとつである第一物産代表取締役常務、同社副社長を歴任。1954年の「三井物産大合同」後は副社長等を経て、1961年から1970年まで三井物産社長、1969年から1971年まで三井物産会長、後に同社相談役就任。
その間の1961年から1963年までは社団法人経済同友会代表幹事を務めた。1972年から1985年まで社団法人日本貿易会会長。同貿易会会長当時の1981年、貿易研究所（現・国際貿易投資研究所）設立のイニシアチブをとった。のちの1989年、日本貿易振興機構（ジェトロ）の支援の下で貿易研究所が発展的に解消し、財団法人 国際貿易投資研究所が設立された。1977年から1989年まで財団法人中東調査会会長。  
晩年には教育関係においても活躍し、1976年に就任した母校・一橋大学創立百年記念事業募金会副会長をはじめ、同年に財団法人国際大学設立準備財団設立発起人代表にも就任し、国際大学の設立・運営に尽力した。1976年一橋大学創立百年記念事業募金会副会長。1976年財団法人国際大学設立準備財団設立発起人代表。国際大の設立・運営に尽力。1975年紺綬褒章、1977年勲一等瑞宝章受章。
葬儀は理事長を務めた聖路加国際病院の礼拝堂（チャペル）で行われた。

## 主な公職
- 社団法人経済同友会代表幹事
- 財団法人聖路加国際病院理事長
- 社団法人日本貿易会会長
- 東アジア貿易研究会初代会長
- 財団法人中東調査会会長
- 財団法人日本国際教育協会会長
- 財団法人キープ協会会長
- 財団法人アジア太平洋研究会組織委員
- 戦後処理問題懇談会会長
- 経済審議会国際収支分科会会長
- 南米経済使節団団長
- ラプラタ河流域諸国経済使節団副団長
- 財団法人交流協会（現・日本台湾交流協会）設立発起人